# Pickle Bay
Pickle Bay – zatoka (ang. bay) jeziora Lake Fanning w kanadyjskiej prowincji Nowa Szkocja, w hrabstwie Yarmouth; nazwa urzędowo zatwierdzona 17 grudnia 1931.